# Tagged Image File Format
TIFF, TIF (ang. Tagged Image File Format) – format plików graficznych.
Format opracowany w 1986 roku przez Aldus Corporation, w porozumieniu z Microsoft i Hewlett-Packard. Prawa do formatu należą obecnie do spółki Adobe Systems, w których posiadanie weszła, poprzez przejęcie korporacji Aldus. Format ten powstał z myślą o wykorzystaniu przez PostScript, pierwotnie dla programu PageMaker.
Jest to de facto standard w DTP.
Pliki zapisane w tym formacie mają rozszerzenie „.tif” lub „.tiff”.
Format TIFF przechowuje informacje o kanałach alfa, ścieżkach, profilu kolorów, komentarzach, umożliwia także zapisywanie dokumentów wielostronicowych. TIFF pozwala na kompresję LZW, CCITT, PackBits i ZIP. Od rewizji TIFF 6.0 możliwa jest kompresja JPEG.